# Меловой период
| система | отдел    | ярус          | Ниж. граница, млн лет |
| --- | -------- | ------------- | --------------------- |
| Палеоген | Палеоцен | Датский       | 66,0                  |
| Мел | Верхний  | Маастрихтский | 72,2 ±0,2             |
| Мел | Верхний  | Кампанский    | 83,6 ±0,2             |
| Мел | Верхний  | Сантонский    | 85,7 ±0,2             |
| Мел | Верхний  | Коньякский    | 89,8 ±0,3             |
| Мел | Верхний  | Туронский     | 93,9 ±0,2             |
| Мел | Верхний  | Сеноманский   | 100,5 ±0,1            |
| Мел | Нижний   | Альбский      | 113,2 ±0,3            |
| Мел | Нижний   | Аптский       | 121,4 ±0,6            |
| Мел | Нижний   | Барремский    | 125,77*               |
| Мел | Нижний   | Готеривский   | 132,6 ±0,6            |
| Мел | Нижний   | Валанжинский  | 137,05 ±0,2           |
| Мел | Нижний   | Берриасский   | 143,1 ±0,6            |
| Юра | Верхняя  | Титонский     | больше                |
| Деление и золотые гвозди в соответствии с IUGS по состоянию на декабрь 2024 года *Золотой гвоздь отмечен в шкале, но в действительности ещё не ратифицирован. |          |               |                       |

Мелово́й пери́од, или мел, — последний период мезозойской эры. Начался 145,0 млн лет назад, закончился 66,0 млн лет назад. Продолжался, таким образом, около 79 миллионов лет — самый продолжительный из периодов мезозойской эры и фанерозоя в целом.
Название происходит от писчего мела, который добывается из осадочных отложений этого периода, сформированных богатыми скоплениями ископаемых беспозвоночных морских организмов.

## Подразделения мелового периода
Меловая система подразделяется на 2 отдела, 2 надъяруса и 12 ярусов.

## Палеогеография

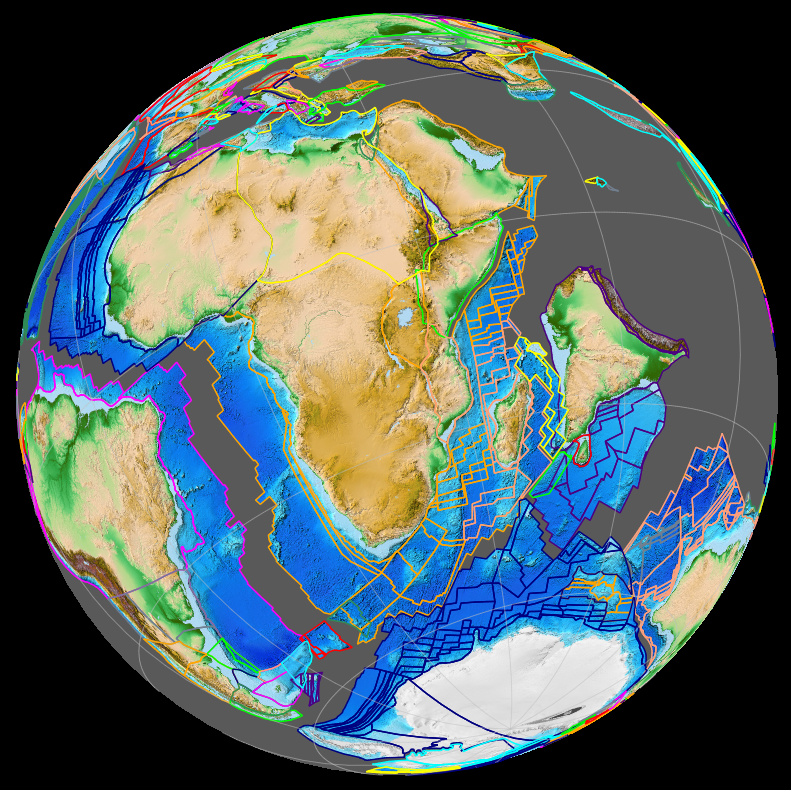
Открытие западной части Индийского океана 70 млн лет назад: первая океаническая кора между Индией и Мадагаскаром

В течение мелового периода продолжался раскол материков. Лавразия и Гондвана распадались на части. Южная Америка и Африка удалялись друг от друга, и Атлантический океан становился всё шире и шире. Австралия, Африка и Индия тоже начали расходиться в разные стороны, и к югу от экватора в итоге образовались гигантские острова.

## Климат

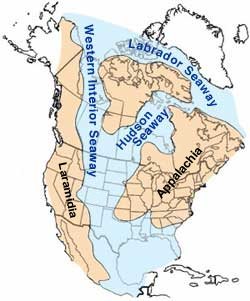
Северная Америка в середине мелового периода; центр будущего континента занимают Западное и Гудзоново внутреннее море внутренние моря

Тенденция к снижению температуры в конце юрского периода продолжилась и в начале мела, прохладный климат сохранялся до конца раннего мела (ок. 100 млн л. н.). В позднем альбе произошло потепление, которое усилилось в промежутке с позднего сеномана до раннего кампана (95—85 млн. л. н.). Затем последовало похолодание, которое особенно усилилось в последний ярус мелового периода — маастрихтский.
Примерно 120 млн лет назад произошло аптское аноксическое событие (Selli Event или OAE 1a). Около 116 млн лет назад средняя температура на планете упала на 5 °С, глобальное похолодание продлилось больше миллиона лет. Затем опять началось потепление — вулканы Индийского океана стали накачивать в атмосферу углерод. Глобальное потепление повлекло за собой обеднение кислородом океанических вод, что 94 млн лет назад привело к «аноксидной катастрофе» и вымиранию не приспособившихся к изменениям климата ихтиозавров.
Приблизительно 91,5 ± 8,6 млн лет назад произошло сеномано-туронское пограничное биотическое событие, приведшее к полному исчезновению ихтиозавров и плиозавров, семейств мегалозавровых и стегозавровых и сильно сократило видовое разнообразие других групп животных.
70 млн лет назад Земля охлаждалась. На полюсах сформировались ледяные шапки. Зимы становились суровее. Температура падала местами ниже −10 °C, а на Аляске — и до −45 °C. Для динозавров мелового периода этот перепад был резким и весьма ощутимым, более холодолюбивые виды стали шире распространены. Такие колебания температуры были вызваны расколом Пангеи, а затем Гондваны и Лавразии. Уровень моря поднялся и опустился. Струйные течения в атмосфере изменились, вследствие чего изменились и течения в океане.

## Растительность

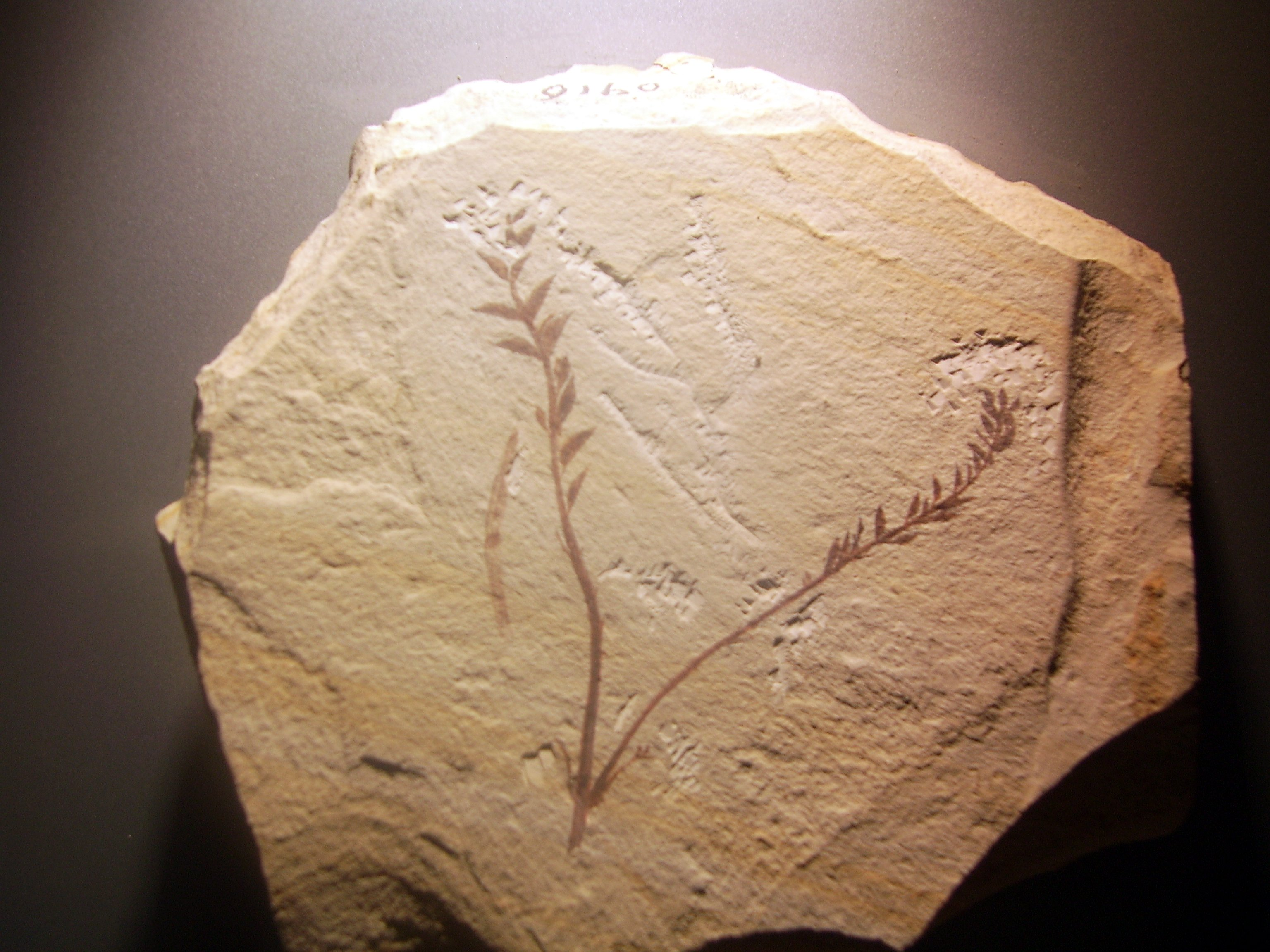
Археофруктус (Archaefructus)

В меловом периоде появились покрытосеменные — цветковые растения. Это повлекло за собой увеличение разнообразия насекомых, которые стали опылителями цветов.
По мере того как в конце мелового периода температура повышалась, развивались растения с более сочной листвой.

## Животный мир
Среди наземных животных царствовали разнообразные крупные пресмыкающиеся. Это был период расцвета гигантских ящеров — многие динозавры достигали 5—8 метров в высоту и 20 метров в длину. Крылатые пресмыкающиеся — птерозавры — занимали практически все ниши воздушных хищников, хотя уже появились настоящие птицы. Таким образом, параллельно существовали летающие ящеры, ящерохвостые птицы типа археоптерикса и настоящие веерохвостые птицы.
В меловом периоде плацентарные млекопитающие разделились на несколько групп: копытных, насекомоядных, хищников и приматов.
В конце периода распространяются змеи.
В морях млекопитающих не было, а нишу крупных хищников занимали рептилии с сопоставимым уровнем обмена веществ — ихтиозавры, плезиозавры, мозазавры, достигающие иногда 20-метровой длины.
Очень велико было разнообразие морских беспозвоночных. Как и в юрском периоде, были очень распространены аммониты и белемниты, брахиоподы, двустворки и морские ежи. Среди двустворчатых моллюсков большую роль в морских экосистемах играли появившиеся в конце юры рудисты — моллюски, похожие на одиночные кораллы, у которых одна створка была похожа на кубок, а вторая накрывала его как своеобразная крышечка.
К концу мелового периода среди аммонитов появилось очень много гетероморфных. Гетероморфы возникали и раньше, в триасе, но конец мела стал временем их массового появления. Раковины гетероморфов не были похожи на классические спирально-закрученные раковины мономорфных аммонитов. Это могли быть спирали с крючком на конце, различные клубки, узлы, развёрнутые спирали. Палеонтологи пока не пришли к единому объяснению причин возникновения таких форм и их образа жизни.

## Меловая катастрофа
В конце мелового периода произошло самое известное и очень крупное вымирание многих групп растений и животных. Вымерли многие голосеменные растения, водные рептилии, птерозавры, все динозавры (но уцелели произошедшие от них птицы). Исчезли аммониты, многие брахиоподы, практически все белемниты. В уцелевших группах вымерло 30—50 % видов. Причины меловой катастрофы до конца не понятны, но есть предположение о огромном метеорите, из-за которого произошло вымирание многих видов того времени.